# Olimpiada Machabejska
Olimpiada Machabejska, Żydowskie Igrzyska Olimpijskie (Maccabiah, Makabiada) – olimpiada sportowa organizowana przez izraelską organizację Maccabi. 
W 1932 roku, pierwsza Olimpiada Machabejska (Maccabiah), międzynarodowe Igrzyska Żydowskie, zatwierdzone przez Międzynarodowy Komitet Olimpijski, odbyła się w Tel Awiwie na stadionie Maccabiah Stadium. Wystąpiło w niej 390 sportowców żydowskich z 18 krajów. Polska ekipa zajęła I miejsce w klasyfikacji drużynowej.
Druga taka impreza miała miejsce w 1935 roku, wzięło w niej udział przeszło dwa razy więcej sportowców (1350 osób) niż w poprzedniej, większość z nich została jednak później w Palestynie, nie chcąc wracać do Europy zagrożonej przez nazistów. W obawie przed powtórzeniem się tej sytuacji, następne zawody, z 1938 roku, zostały odwołane. 
Kolejne imprezy Machabejskie miały miejsce w latach: 1950, 1953, 1957, 1961, 1965, 1969, 1973, 1977, 1981, 1985, 1989, 1993, 1997, 2001, 2005, 2009, 2013 i 2017. Wszystkie miały miejsce w Tel Awiwie, a niektóre także częściowo w Jerozolimie. 
W piętnastej Olimpiadzie Machabejskiej z 1997 roku wzięło udział ponad 5500 sportowców z żydowskich wspólnot w 54 krajach, startujących w ponad 50 konkurencjach. 
Olimpiada Machabejska jest obecnie trzecim pod względem wielkości wydarzeniem sportowym na świecie, po igrzyskach olimpijskich i Uniwersjadzie, a także największą imprezą żydowską w ogóle. Większość uczestników zawodów to zapaleni amatorzy, a nie zawodowcy i profesjonaliści. Jednakże były i są również wyjątki, jak np. Mark Spitz, który zdobył jako nastolatek 6 złotych medali w pływaniu na Olimpiadzie Machabejskiej w 1965 roku. Później udało mu się jeszcze zdobyć 2 razy złoto, raz srebro i brąz na Igrzyskach Olimpijskich w Meksyku w 1968 roku, a także ustanowić rekord 7 złotych krążków w Monachium w 1972 roku (pobity dopiero na igrzyskach w Pekinie przez Michaela Phelpsa, który zdobył 8 złotych medali).